# Dichiarazione americana dei diritti e dei doveri dell'uomo
(Preambolo della Dichiarazione)
La Dichiarazione americana dei diritti e dei doveri dell'uomo, conosciuta anche come Dichiarazione di Bogotà, è stata la prima dichiarazione dei diritti umani nel mondo ad avere natura generale e non nazionale. Ha anticipato di più di sei mesi la Dichiarazione universale dei diritti dell'uomo.
La Dichiarazione è stata adottata dalle nazioni americane durante la IX Conferenza internazionale degli Stati americani svoltasi a Bogotà, in Colombia, nell'aprile del 1948, lo stesso meeting che ha portato alla creazione dell'OAS.

## Contenuto
La dichiarazione contiene alcune peculiarità: nella prima parte sono descritti i diritti dell'uomo (civili e politici, ma anche economici, sociali e culturali); nella seconda parte sono elencati anche i doveri dei cittadini all'interno e nei confronti della società (obbligo all'istruzione, di votare, pagare le tasse, lavorare, ecc.).

Il Capitolo I della Dichiarazione definisce una lista di diritti civili e politici di cui i cittadini delle nazioni firmatarie devono godere insieme a un elenco di diritti economici, sociali e culturali che discendono direttamente dai primi. Come corollario il Capitolo II descrive i corrispondenti doveri. Come spiegato nel preambolo, infatti l'assolvimento dei doveri individuali è considerato prerequisito per i diritti di tutti: 

## Status giuridico
Sebbene normalmente si parli di una dichiarazione e non di un trattato legalmente vincolante, la giurisprudenza della Corte interamericana dei diritti umani e la IACHR la considerano una fonte di obblighi internazionali vincolanti per gli Stati membri dell'OAS.
Benché ampiamente superata dalla Convenzione americana sui diritti umani (in vigore dal 18 luglio 1978) i termini della Dichiarazione vengono ancora imposti al rispetto di quegli Stati, come Cuba e gli USA, che non hanno mai ratificato la Convenzione.